# Christine. Perfekt war gestern!
Christine. Perfekt war gestern! war eine von Polyphon im Auftrag von RTL produzierte deutsche Comedy-Fernsehserie. Sie wurde vom 22. August 2013 bis zum 17. Oktober 2013 ausgestrahlt.

## Inhalt
Christine ist Mitte 30, geschieden, alleinerziehend und zufrieden mit ihrem Leben. Auch mit ihrem Ex-Mann Stefan versteht sie sich gut. Dann lernt Christine die neue Frau an der Seite ihres Ex-Manns kennen. Die heißt auch Christine und ist wesentlich jünger als sie selbst. Durch die Erkenntnis, dass Christine durch die neue Partnerin ihres Ex-Manns nun die „alte Christine“ geworden ist, gerät ihr Leben durcheinander.

## Hintergrund
Christine. Perfekt war gestern! ist eine Adaption der US-amerikanischen Sitcom The New Adventures of Old Christine mit Julia Louis-Dreyfus. Teilweise wurden Dialoge aus dem Original eins zu eins übersetzt und in die deutsche Version übernommen. Die gleiche Strategie wurde von RTL Anfang der 1990er Jahre bereits bei den deutschsprachigen Adaptionen von Wer ist hier der Boss? (Ein Job fürs Leben) und Eine schrecklich nette Familie (Hilfe, meine Familie spinnt) angewandt, die nicht über die erste Staffel hinauskamen.
Die Dreharbeiten zur ersten Staffel fanden vom 20. November 2012 bis zum 25. Januar 2013 in Berlin statt. Am 24. Oktober 2013 wurde bekanntgegeben, dass RTL keine zweite Staffel produzieren wird.

## Besetzung
| Schauspieler             | Rolle             |
| ------------------------ | ----------------- |
| Diana Amft               | Christine Wagner  |
| Janek Rieke              | Stefan Wagner     |
| Anna Julia Kapfelsperger | „Neue“ Christine  |
| Carl Wegelein            | Tom Wagner        |
| Elisabeth Baulitz        | Franziska Lüttich |
| Brigitte Zeh             | Caro von Wiese    |
| Axel Schreiber           | Mark              |
| Minh-Khai Phan-Thi       | Betty             |

## Episoden
Die Erstausstrahlung der ersten Staffel erfolgte vom 22. August bis 17. Oktober 2013.
| Nr. (ges.) | Nr. (St.) | Originaltitel        | Erstausstrahlung D | Zuschauer |
| ---------- | --------- | -------------------- | ------------------ | --------- |
| 1          | 1         | Die neue Christine   | 22. Aug. 2013      | 2,32 Mio. |
| 2          | 2         | Kleine Abenteuer     | 29. Aug. 2013      | 2,24 Mio. |
| 3          | 3         | Magic Moments        | 5. Sep. 2013       | 1,98 Mio. |
| 4          | 4         | Olle Kamellen        | 12. Sep. 2013      | 1,93 Mio. |
| 5          | 5         | Ich zeig Dir meins   | 19. Sep. 2013      | 1,96 Mio. |
| 6          | 6         | Glücklich allein     | 26. Sep. 2013      | 1,90 Mio. |
| 7          | 7         | Schöne Scheidung     | 10. Okt. 2013      | 1,64 Mio. |
| 8          | 8         | Ein Ex zum Knutschen | 17. Okt. 2013      | 1,43 Mio. |

## Nachwirkung

### Kommerzieller Erfolg
Die erste Folge wurde von 2,32 Mio. Zuschauern gesehen, was einem Marktanteil von 8,5 Prozent entspricht. In der Gruppe der 14- bis 59-Jährigen erreichte die Episode mit 1,89 Mio. Zuschauern einen Marktanteil von 12,8 Prozent.
Die Quoten gaben im Verlauf der ersten Staffel deutlich nach und befanden sich zum Staffelabschluss mit 1,43 Mio. Zuschauern und einem Marktanteil von 7,3 Prozent in der Gruppe der 14- bis 59-Jährigen auf einem „bittere[n] Tiefstwert“, der „gegen die Produktion einer weiteren Staffel spricht.“ Im Schnitt wurden die acht Folgen von 1,95 Mio. Zuschauern gesehen.

### Zeitgenössische Kritik
Rainer Tittelbach bezeichnete Christine. Perfekt war gestern! als „kurzweiliges Zwischendurch-Comedy-Häppchen mit leichtem Suchtfaktor.“ Die Hauptdarstellerin Diana Amft sei „hinreißend“ und die Rolle ihres Ex mit Janek Rieke „ideal besetzt.“ Markus Ehrenberg schrieb im Tagesspiegel, die Serie „macht richtig Spaß.“ Auch Heike Hupertz äußerte sich in der FAZ wohlwollend über Christine. Perfekt war gestern! und lobte die Idee der Adaption einer US-Serie. Daraus ergäbe sich „eine gewisse Qualität, die im deutschen Sitcom-Geschäft eher die Ausnahme denn die Regel ist.“
Julian Miller bezeichnete die Serie auf Quotenmeter.de hingegen als „albern, klamaukig und klischeehaft-frauenaffin.“ Die Hauptdarstellerin Diana Amft wirke „schlicht zu übereifrig, zu ausladend in ihrem Gestus, zu schrullig-mädchenhaft.“ Das Hamburger Abendblatt bemängelte an der Serie, „dass für Figurenentwicklung plus Handlung nicht mehr viel Zeit bleibt“, lobte aber den „Schwung“ der Hauptdarstellerin.

### Auszeichnungen
Beim Deutschen Fernsehpreis 2013 erhielt Christine. Perfekt war gestern! eine Nominierung in der Kategorie „Beste Serie“.